# Pilar del Olmo
María del Pilar del Olmo Moro (Valbuena de Duero, 1962) es una funcionaria y política española del Partido Popular. Ha sido procuradora en la VIII y IX legislatura de las Cortes de Castilla y León por la provincia de Valladolid y desde julio de 2003 ocupó el cargo de consejera de Hacienda del gobierno de Juan Vicente Herrera en la Junta de Castilla y León, a las que se sumó en 2015 las competencias de Economía. Tras las elecciones municipales de España de 2019 es concejal adscrito al grupo popular y portavoz del mismo en el Ayuntamiento de Valladolid.

## Biografía
Estudió interna, desde los nueve años y hasta que terminó bachillerato, en el colegio carmelita del Ave María en la ciudad de Valladolid. Es licenciada en Ciencias Económicas y Empresariales por la Universidad de Valladolid y en Derecho por la Universidad Nacional de Educación a Distancia (UNED).
Con 25 años aprobó a la primera la oposición de inspectora de Hacienda, por lo que desde 1988 es miembro del Cuerpo Superior de Inspectores de Finanzas del Estado. Trabajó en Salamanca, Palencia, Soria, Tenerife y finalmente Valladolid, ciudad en la que fue jefa de la delegación de la Agencia Tributaria en Castilla y León.
En 2003, Juan Vicente Herrera la reclutó por su perfil técnico para formar parte de su equipo de gobierno como consejera de Hacienda de la Junta de Castilla y León. Con el inicio de la VIII Legislatura, en julio de 2011, asumió nuevas competencias, como la prevención de riesgos laborales, la inspección y calidad de los servicios, la atención al ciudadano y la modernización administrativa. Finalmente, en julio de 2015, fue nombrada consejera de Economía y Hacienda. Además ha sido procuradora en la VIII y IX legislatura de las Cortes de Castilla y León por la provincia de Valladolid.
En diciembre de 2018 el Partido Popular ratificó la designación de Pilar del Olmo como candidata a la alcaldía de Valladolid, como cabeza de lista del partido de cara a las elecciones municipales de mayo de 2019.